# Yuri Stepánov
Yuri Stepánov (San Petersburgo, Rusia, 30 de agosto de 1932-ídem, 13 de septiembre de 1963) fue un atleta ruso especializado en salto de altura, prueba en la que llegó a ser plusmarquista mundial durante casi tres años a finales de los años 50, con un salto de 2,16 metros.

## Carrera deportiva
El 13 de julio de 1957, en la ciudad de Leningrado (actual San Petersburgo, logró saltar sobre 2,16 metros, superando así en un centímetro el récord que poseía el estadounidense Charles Dumas, y estableciendo una nueva marca mundial, que no fue superada hasta casi tres años después, cuando el también estadounidense John Thomas saltó por encima de 2,17 metros.